# László Balogh (Grenzopfer)
László Balogh (* 7. April 1954 in Bonyhád; † 22. Juni 1973 bei Spechtsbrunn) war ein Todesopfer an der innerdeutschen Grenze.

## Leben
László Balogh, ungarischer Staatsbürger, lebte als Gastarbeiter in der DDR. Er hatte 1972 die DDR-Bürgerin Siglinde B. kennengelernt und sich mit dieser verlobt. Das Paar beschloss, zusammen in die Bundesrepublik zu flüchten. Nach der Überquerung des ersten Zaunes trat Siglinde B. auf eine Mine und wurde schwer verletzt. László Balogh half ihr, den zweiten Zaun zu überwinden, und überkletterte ihn dann selbst. Dabei traf ihn der tödliche Schuss eines Angehörigen der Grenztruppen der DDR.
Siglinde B. verlor einen Teil ihres rechten Unterschenkels und befand sich nach ihrer Entlassung aus dem Krankenhaus bis 1975 in Haft. 1978 wurde ihr die Ausreise in die Bundesrepublik erlaubt.
Der Schütze verstarb in den 1990er Jahren vor Eröffnung des Prozesses wegen der Tat, vier seiner Vorgesetzten erhielten Bewährungsstrafen zwischen ein und zwei Jahren.
Westlich der Straße Spechtsbrunn-Tettau befindet sich eine Gedenktafel für László Balogh.